# Zlatni globus za najbolji film – drama
Zlatni globus za najbolji film – drama od 1951. svake godine dodjeljuje Udruženje holivudskih stranih novinara (HFPA), organizacija sastavljena od novinara koji pokrivaju filmsku industriju Sjedinjenih Država, ali koji su povezani s publikacijama izvan Sjeverne Amerike.
Kad je nagrada tek uvedena, postojala je jedinstvena kategorija za najbolji film. Počevši od 9. dodjele Zlatnih globusa, počele su se dodjeljivati dvije odvojene nagrade, za dramu i komediju ili mjuzikl. Od 1951., nagrade su ujedinjene jedino 1953.

## Dobitnici i nominirani

### 1950-ih
| Godina | Film Producenti                                 | Nominirani |
| ------ | ----------------------------------------------- | --- |
| 1951.  | Mjesto pod suncem – George Stevens              | Bright Victory – Robert Buckner Detektivska priča – William Wyler Quo Vadis – Sam Zimbalist Tramvaj zvan čežnja – Charles K. Feldman               |
| 1952.  | Najveća predstava na svijetu – Cecil B. DeMille | Lopov – Clarence Greene Točno u podne – Stanley Kramer Vrati se, mala Shebo – Hal B. Wallis Vrijeme sreće – Earl Felton, Stanley Kramer            |
| 1953.  | Nagrada nije dodijeljena                        | |
| 1954.  | Na dokovima New Yorka – Sam Spiegel             | |
| 1955.  | Istočno od Raja – Elia Kazan                    | |
| 1956.  | Put oko svijeta u 80 dana – Michael Todd        | Čudotvorac – Hal B. Wallis Div – George Stevens, Henry Ginsberg Rat i mir – Dino De Laurentiis Žudnja za životom – John Houseman                   |
| 1957.  | Most na rijeci Kwai – Sam Spiegel               | 12 gnjevnih ljudi – Henry Fonda, Reginald Rose Sayonara – William Goetz Svjedok optužbe – Arthur Hornblow, Jr. Šešir pun kiše – Buddy Adler        |
| 1958.  | Bijeg u lancima – Stanley Kramer                | Kući prije mraka – Mervyn LeRoy Mačka na vrućem limenom krovu – Lawrence Weingarten Odvojeni stolovi – Harold Hecht Želim živjeti! – Claude Miller |
| 1959.  | Ben-Hur – Sam Zimbalist                         | Anatomija jednog umorstva – Otto Preminger Dnevnik Anne Frank – George Stevens Priča o opatici – Henry Blanke Na plaži – Stanley Kramer            |

### 1960-ih
| Godina | Film Producenti                        | Nominirani |
| ------ | -------------------------------------- | --- |
| 1960.  | Spartak – Kirk Douglas                 | Elmer Gantry – Bernard Smith Naslijedi vjetar – Stanley Kramer Sinovi i ljubavnici – Jerry Wald Sunrise at Campobello – Dore Schary |
| 1961.  | Topovi s Navaronea – Carl Foreman      | El Cid – Samuel Bronston Fanny – Ben Kadish Suđenje u Nürnbergu – Stanley Kramer Sjaj u travi – Elia Kazan |
| 1962.  | Lawrence od Arabije – Sam Spiegel      | Čudotvorac – Fred Coe Dani vina i ruža – Martin Manulis Freud – Wolfgang Reinhardt Izvještaj Chapman – Darryl F. Zanuck Lisa – Mark Robson Najduži dan – Darryl F. Zanuck Pobuna na brodu Bounty – Aaraon Rosenberg Pustolovine jednog mladića – Jerry Wald Ubiti pticu rugalicu – Alan J. Pakula |
| 1963.  | Kardinal – Martin C. Schute            | Amerika, Amerika – Elia Kazan Captain Newman, M.D. – Robert Arthur The Caretakers – Hall Bartlett Hud – Irving Ravetch Kleopatra – Walter Wanger Ljiljani u polju – Ralph Nelson Veliki bijeg – John Sturges                                                                                      |
| 1964.  | Becket – Hal B. Wallis                 | The Chalk Garden – Ross Hunter Drago srce – Martin Manulis Grk Zorba – Michael Cacoyannis Noć iguane – John Huston |
| 1965.  | Doktor Živago – Arvid Griffen          | Brod luđaka – Stanley Kramer Feniksov let – Robert Aldrich Kolekcionar – Jud Kinberg A Patch of Blue – Guy Green |
| 1966.  | Čovjek za sva vremena – Fred Zinnemann | Misija u Kini – Robert Wise Profesionalci – Richard Brooks Rođeni slobodni – Sam Jaffe Tko se boji Virginije Woolf? – Ernest Lehman |
| 1967.  | U vrelini noći – Walter Mirisch        | Bonnie i Clyde – Warren Beatty In Cold Blood – Richard Brooks Pogodi tko dolazi na večeru – Stanley Kramer Što dalje od bijesne rulje – Joseph Janni |
| 1968.  | Zima jednog lava – Martin Poll         | Charly – Ralph Nelson The Fixer – Edward Lewis Ribareve cipele – George Englund Srce je usamljeni lovac – Joel Freeman |
| 1969.  | Anne od tisuću dana – Hal B. Wallis    | Butch Cassidy i Sundance Kid – John Foreman Konje ubijaju, zar ne? – Robert Chartoff Najbolje doba gospođice Jean Brody – James Cresson Ponoćni kauboj – Ernest Lehman |

### 1970-ih
| Godina | Film Producenti                                              | Nominirani |
| ------ | ------------------------------------------------------------ | --- |
| 1970.  | Ljubavna priča – Howard G. Minsky                            | Aerodrom – Ross Hunter Nikad nisam pjevao svom ocu – Gilbert Cates Patton – Frank Caffey Pet lakih komada – Robert Daley                                                     |
| 1971.  | Francuska veza – Philip D'Antoni                             | Ljeto '42. – Richard A Roth Marija, škotska kraljica – Hal B. Wallis Paklena naranča – Si Litvinoff Posljednja kino predstava – Stephen J. Friedman                          |
| 1972.  | Kum – Albert S. Ruddy                                        | Mahnitost – William Hill Njuškalo – Morton Gottlieb Oslobađanje – John Boorman Posejdonova avantura – Irwin Allen                                                            |
| 1973.  | Egzorcist – William Peter Blatty                             | Cinderella Liberty – Mark Rydell Dan šakala – John Woolf Posljednji tango u Parizu – Alberto Grimaldi Serpico – Dino De Laurentiis Spasite tigra – Edward S. Feldman         |
| 1974.  | Kineska četvrt – Robert Evans                                | Kum II – Francis Ford Coppola Potres – Mark Robson Prisluškivanje – Francis Ford Coppola Žena pod utjecajem – Sam Shaw                                                       |
| 1975.  | Let iznad kukavičjeg gnijezda – Michael Douglas, Saul Zaentz | Barry Lyndon – Stanley Kubrick Nashville – Robert Altman Pasje poslijepodne – Martin Bregman, Martin Elfand Ralje – Richard D. Zanuck, David Brown                           |
| 1976.  | Rocky – Robert Chartoff, Irwin Winkler                       | Putovanje prokletih – Robert Fryer Svi predsjednikovi ljudi – Walter Coblenz TV mreža – Howard Gottfried Vlakom prema slavi – Robert F. Blumofe, Harold Leventhal            |
| 1977.  | Životna prekretnica – Arthur Laurents                        | Bliski susreti treće vrste – Julia Phillips I Never Promised You a Rose Garden – Daniel H. Blatt Julia – Richard A. Roth Zvjezdani ratovi, Epizoda 4: Nova nada – Gary Kurtz |
| 1978.  | Ponoćni ekspres – Alan Marshall                              | Dani raja – Bert Schneider Lovac na jelene – Barry Spikings Povratak veterana – Robert C. Jones Nudana žena – Paul Mazursky                                                  |
| 1979.  | Kramer protiv Kramera – Stanley R. Jaffe                     | Apokalipsa danas – Francis Ford Coppola Kineski sindrom – Michael Douglas Manhattan – Charles H. Joffe Norma Rae – Alexandra Rose                                            |

### 1980-ih
| Godina | Film Producenti                               | Nominirani |
| ------ | --------------------------------------------- | --- |
| 1980.  | Obični ljudi – Ronald L. Schwary              | Čovjek-slon – Jonathan Sanger Deveta konfiguracija – William Peter Blatty Kaskader – Richard Rush Razjareni bik – Robert Chartoff                                                                                       |
| 1981.  | Ljetnikovac na Zlatnom jezeru – Bruce Gilbert | Crveni – Warren Beatty Ragtime – Dino De Laurentiis Vladar grada – Sidney Lumet Žena francuskog poručnika – Leon Clore                                                                                                  |
| 1982.  | E.T. – Steven Spielberg                       | Nestao – Edward Lewis Časnik i gospodin – Martin Elfand Presuda – David Brown Sofijin izbor – Alan J. Pakula |
| 1983.  | Vrijeme nježnosti – James L. Brooks           | Nježno milosrđe – Philip S. Hobel Put u svemir – Prava stvar – Irwin Winkler Reuben, Reuben – Julius J. Epstein Silkwood – Alice Arlen                                                                                  |
| 1984.  | Amadeus – Saul Zaentz                         | Cotton Club – Robert Evans Mjesto u srcu – Robert Benton Polja smrti – David Puttnam Vojnikova priča – Norman Jewison                                                                                                   |
| 1985.  | Moja Afrika – Sydney Pollack                  | Boja purpura – Steven Spielberg Pomahnitali vlak – Richard Garcia Poljubac žene pauka – David Weisman Svjedok – Edward S. Feldman                                                                                       |
| 1986.  | Vod smrti – Arnold Kopelson                   | Djeca manjeg boga – Chris Bander Misija – Fernando Ghia Mona Lisa – Stephen Woolley Ostani uz mene – Bruce A. Evans Soba s pogledom – Ismail Merchant                                                                   |
| 1987.  | Posljednji kineski car – Jeremy Thomas        | Carstvo sunca – Kathleen Kennedy Fatalna privlačnost – Stanley R. Jaffe Krik za slobodom – Richard Attenborough La Bamba – Stuart Benjamin Nuts – Teri Schwartz                                                         |
| 1988.  | Kišni čovjek – Mark Johnson                   | Gorile u magli – Peter Guber Mississippi u plamenu – Robert F. Colesberry Na izmaku snaga – Griffin Dunne Nepodnošljiva lakoća postojanja – Bertil Ohlsson Plač u tami – Yoram Globus Slučajni turist – Phyllis Carlyle |
| 1989.  | Rođen 4. srpnja – A. Kitman Ho                | Društvo mrtvih pjesnika – Paul Junger Witt Rat za slavu – Freddy Fields Učini pravu stvar – Spike Lee Zločini i prekršaji – Charles H. Joffe                                                                            |

### 1990-ih
| Godina | Film Producenti                             | Nominirani |
| ------ | ------------------------------------------- | --- |
| 1990.  | Ples s vukovima – Jim Wilson                | Avalon – Mark Johnson Dobri momci – Irwin Winkler Kum III – Francis Ford Coppola Žrtve bogatstva – Edward R. Pressman                         |
| 1991.  | Bugsy – Warren Beatty                       | Gospodar plime – Andrew S. Karsch JFK – Arnon Milchan Kad jaganjci utihnu – Kenneth Utt Thelma i Louise – Mimi Polk Gitlin                    |
| 1992.  | Miris žene – Ovidio G. Assonitis            | Howards End – Ismail Merchant Malo dobrih ljudi – David Brown Nepomirljivi – Clint Eastwood Plačljiva igra – Stephen Wooley                   |
| 1993.  | Schindlerova lista – Steven Spielberg       | Doba nevinosti – Barbara De Fina Piano – Jan Chapman Na kraju dana – Ismail Merchant U ime oca – Jim Sheridan                                 |
| 1994.  | Forrest Gump – Wendy Finerman               | Kviz – Robert Redford Legenda o jeseni – Marshall Herskovitz Nell – Jodie Foster Pakleni šund – Lawrence Bender                               |
| 1995.  | Razum i osjećaji – Laurie Borg              | Apollo 13 – Brian Grazer Hrabro srce – Mel Gibson Mostovi okruga Madison – Clint Eastwood Napuštajući Las Vegas – Lila Cazès                  |
| 1996.  | Engleski pacijent – Saul Zaentz             | Lomeći valove – Peter Aalbæk Jensen Narod protiv Larryja Flynta – Oliver Stone Sjaj – Jane Scott Tajne i laži – Simon Channing-Williams       |
| 1997.  | Titanic – Jon Landau                        | Amistad – Debbie Allen Boksač – Arthur Lappin Dobri Will Hunting – Lawrence Bender L.A. povjerljivo – Curtis Hanson                           |
| 1998.  | Spašavanje vojnika Ryana – Steven Spielberg | Bogovi i čudovišta – Paul Colichman Elizabeta – Tim Bevan Šaptač konjima – Patrick Markey Trumanov Show – Edward S. Feldman                   |
| 1999.  | Vrtlog života – Bruce Cohen                 | Kraj ljubavne priče – Neil Jordan Probuđena savjest – Pirter an Brugge Talentirani gospodin Ripley – William Horberg Uragan – Amyan Bernstein |

### 2000-ih
| Godina | Film Producenti                                     | Nominirani |
| ------ | --------------------------------------------------- | --- |
| 2000.  | Gladijator – Douglas Wick                           | Billy Elliot – Charles Brand Erin Brockovich – Danny DeVito Stoljeće ljubavi i mržnje – András Hámori Traffic – Edward Zwick Zlatni dečki – Curtis Hanson |
| 2001.  | Genijalni um – Brian Grazer                         | Čovjek kojeg nije bilo – Ethan Coen Gospodar prstenova: Prstenova družina – Peter Jackson Mulholland Drive – Pierre Edelman U zamci – Todd Field |
| 2002.  | Sati – Mark Huffam                                  | Bande New Yorka – Alberto Grimaldi Gospodar prstenova: Dvije kule – Peter Jackson Gospodin Schmidt – Michael Besman Pijanist – Roman Polanski |
| 2003.  | Gospodar prstenova: Povratak kralja – Peter Jackson | Gospodar i ratnik: Daleka strana svijeta – Peter Weir Mistična rijeka – Robert Lorenz Studengora – Albert Berger Utrka života – Kathleen Kennedy |
| 2004.  | Avijatičar – Michael Mann                           | Bliski odnosi – Patrick Marber Djevojka od milijun dolara – Clint Eastwood Hotel Ruanda – Terry George Kinsey – Gail Mutrux San za životom J.M. Barrieja – Richard N. Gladstein |
| 2005.  | Planina Brokeback – Diana Ossana                    | Brižni vrtlar – Simon Channing-Williams Laku noć i sretno – Grant Heslov Povijest nasilja – Chris Bender Završni udarac – Letty Aronson |
| 2006.  | Babel – Steve Golin                                 | Bobby – Anthony Hopkins Mala djeca – Albert Berger Kraljica – François Ivernel Pokojni – Brad Grey |
| 2007.  | Okajanje – Tim Bevan                                | Američki gangster – Brian Grazer Bit će krvi – Paul Thomas Anderson The Great Debaters – Oprah Winfrey Michael Clayton – Sydney Pollack Nema zemlje za starce – Joel Coen, Ethan Coen i Scott Rudin Ruska obećanja – Paul Webster |
| 2008.  | Milijunaš s ulice – Christian Colson                | Frost/Nixon – Ron Howard, Brian Grazer, Tim Bevan, Eric Fellner Milk – Dan Jinks, Bruce Cohen Neobična priča o Benjaminu Buttonu – Kathleen Kennedy, Frank Marshall, Ray Stark Žena kojoj sam čitao – Anthony Minghella, Sydney Pollack, Scott Rudin |
| 2009.  | Avatar – James Cameron, Jon Landau                  | Narednik James – Kathryn Bigelow, Mark Boal, Nicolas Chartier, Tony Mark, Donall McCusker, Greg Shapiro Nemilosrdni gadovi – Lawrence Bender Precious – Lisa Cortes, Sarah Siegel-Magness, Valerie Hoffman, Asger Hussain, Gary Magness, Mark G. Magges, Berrgen Swason, Simone Sheffield Ni na nebu, ni na zemlji – Daniel Dubiecki, Jeffrey Clifford, Ivan Reitman, Jason Reitman |

### 2010-ih
| Godina | Film Producenti                                                                                | Nominirani |
| ------ | ---------------------------------------------------------------------------------------------- | --- |
| 2010.  | Društvena mreža – Scott Rudin, Dana Brunetti, Michael De Luca, Ceán Chaffin                    | Crni labud – Mike Medavoy, Scott Franklin, Arnold Messer, Brian Oliver Boksač – David Hoberman, Todd Lieberman, Ryan Kavanaugh, Mark Wahlberg, Dorothy Aufiero, Paul Tamasy Početak – Christopher Nolan, Emma Thomas Kraljev govor – Iain Canning, , Emile Sherman, Gareth Unwin                                             |
| 2011.  | Nasljednici – Jim Burke, Alexander Payne, Jim Taylor                                           | Tajni život kućnih pomoćnica – Chris Columbus, Michael Barnathan, Brunson Green Hugo – Johnny Depp, Timothy Headington, Graham King, Martin Scorsese Martovske ide – George Clooney, Grant Heslov, Brian Oliver Igra pobjednika – Michael De Luca, Rachael Horovitz, Brad Pitt Put rata – Steven Spielberg, Kathleen Kennedy |
| 2012.  | Argo – Ben Affleck, George Clooney, Grant Heslov                                               | Odbjegli Django – Stacey Sher, Reginald Hudlin, Pilar Savone Pijev život – Ang Lee, Gil Netter, David Womarck Lincoln – Steven Spielberg, Kathleen Kennedy Zero Dark Thirty – Kathryn Bigelow, Colin Wilson, Greg Shapiro, Ted Schipper, Megan Ellison                                                                       |
| 2013.  | 12 godina ropstva – Brad Pitt, Dede Gardner, Jeremy Kleiner, Steve McQueen, Anthony Katagas    | Kapetan Phillips – Scott Rudin, Dana Brunetti, Michael De Luca Utrka života – Andrew Eaton, Eric Fellner, Brian Oliver, Peter Morgan, Ron Howard, Brian Grazer Philomena – Gabrielle Tana, Steve Coogan, Tracey Seaword Gravitacija – Alfonso Cuarón, David Heyman                                                           |
| 2014.  | Odrastanje – Richard Linklater, Cathleen Sutherland                                            | Teorija svega – Tim Bevan, Eric Fellner, Lisa Bruce, Anthony McCarten Foxcatcher: Priča koja je šokirala svijet – Megan Ellison, Bennett Miller, Jon Kilik, Anthony Bregman Igra oponašanja – Nora Grossman, Ido Ostrowsky, Teddy Schwarzman Selma – Christian Colson, Oprah Winfrey, Dede Gardner, Jeremy Kleiner           |
| 2015.  | Povratnik – Arnon Milchan, Steve Golin, Alejandro González Iñárritu, Mary Parent, Keith Redmon | Pobješnjeli Max: Divlja cesta – Doug Mitchell, George Miller Carol – Elizabeth Karlsen, Stephen Woolley, Christine Vachon Soba – Ed Guiney Spotlight – Michael Sugar, Steve Golin, Nicole Rocklin, Blye Pagon Faust |
| 2016.  | Moonlight – Dede Gardner, Jeremy Kleiner, Adele Romanski                                       | Greben spašenih – Bill Mechanic, David Permut Sve ili ništa – Carla Hacken, Julie Yorn Lav – Iain Canning, Angie Fielder, Emile Sherman Manchester by the Sea – Lauren Beck, Matt Damon, Kimberly Steward, Chris Moore, Kevin J. Walsh                                                                                       |
| 2017.  | Tri plakata izvan grada – Graham Broadbent, Pete Czernin, Martin McDonagh                      | Dunkirk – Christopher Nolan, Emma Thomas Novine –Steven Spielberg, Kristie Macosko Krieger, Amy Pascal Oblik vode – Guillermo del Toro, J. Miles Dale Skrivena ljubav – Peter Spears, Luca Guadagnino, Emilie Georges i dr.                                                                                                  |
| 2018.  | Bohemian Rhapsody – Graham King i Jim Beach                                                    | Black Panther – Kevin Feige BlacKkKlansman –Sean McKittrick, Jason Blum, Spike Lee i dr. If Beale Street Could Talk – Adele Romanski, Sara Murphy, Barry Jenkins i dr. Zvijezda je rođena – Bill Gerber, Bradley Cooper, Lynette Howell Taylor                                                                               |
| 2019.  | 1917. – Sam Mendes, Pippa Harris, Jayne-Ann Tenggren i dr.                                     | Irac – Martin Scorsese, Robert De Niro, Jane Rosenthal i dr. Joker –Todd Phillips, Bradley Cooper, Emma Tillinger Koskoff Bračna priča – David Heyman, Noah Baumbach Dvojica papa – Dan Lin, Jonathan Eirich, Tracey Seaward                                                                                                 |

### 2020-ih
| Godina | Film Producenti                                                       | Nominirani |
| ------ | --------------------------------------------------------------------- | --- |
| 2020.  | Zemlja nomada – Frances McDormand, Peter Spears, Chloé Zhao i dr.     | Otac – David Parfitt, Jean-Louis Livi, Philippe Carcassonne Mank – Ceán Chaffin, Eric Roth, Douglas Urbanski Djevojka koja obećava – Josey McNamara, Ben Browning, Ashley Fox, Emerald Fennell Proces Chicago 7 – Stuart M. Besser, Marc Platt                                    |
| 2021.  | Šape pasje – Emile Sherman, Iain Canning, Jane Campion i dr.          | Belfast – Laura Berwick, Kenneth Branagh, Becca Kovacik, Tamar Thomas CODA – Fabrice Gianfermi, Philippe Rousselet, Jerôme Seydoux, Patrick Wachsberger Kralj Richard – Tim White, Trevor White, Will Smith Dina – Mary Parent, Denis Villeneuve, Cale Boyter, Joe Caracciolo Jr. |
| 2022.  | Fabelmanovi – Kristie Macosko Krieger, Steven Spielberg, Tony Kushner | Avatar: Put vode – James Cameron, Jon Landau Elvis – Baz Luhrmann, Catherine Martin, Gail Berman i dr. Tár – Todd Field, Alexandra Milchan, Scott Lambert Top Gun: Maverick – Jerry Bruckheimer, Tom Cruise, Christopher McQuarrie, David Ellison                                 |
| 2023.  | Oppenheimer – Christopher Nolan, Emma Thomas, Charles Roven           | Anatomija pada – Marie-Ange Luciani, David Thion Ubojice cvjetnog mjeseca – Martin Scorsese, Dan Friedkin i dr. Maestro – Bradley Cooper, Steven Spielberg i dr. Prošli životi – David Hinojosa, Christine Vachon Zona interesa – James Wilson, Ewa Puszczyńska                   |

## Vanjske poveznice
- Popis svih dobitnika Zlatnog globusa  Arhivirana inačica izvorne stranice od 11. travnja 2010. (Wayback Machine) (engl.)